# Raggeline
Raggeline var en svensk supporterklubb till Helsingborgs IF och OV Helsingborg. 
Raggeline bildades 1987 och tog sitt namn efter yttermittfältaren Mikael "Ragge" Ragvald, som spelade i HIF mellan 1989 och 1994. Supporterklubben arbetade för att skapa en positiv läktarkultur och tog avstånd från hat, våld och rasism. Detta gjorde föreningen bland annat genom att inför varje hemmamatch för Helsingborgs IF bjuda in motståndarlagets supportrar till stampuben Charles Dickens på Söder i Helsingborg. I september 2005 tilldelades Raggeline ett belopp på 5 000 svenska kronor från kampanjen Älska fotboll.